# 棉花碗球場
棉花碗球場是一座位於美国国旗德克萨斯州達拉斯的戶外體育場，於1930年開放，最初名為公平公園體育場（Fair Park Stadium）。這個體育場位於公平公園（Fair Park）內，該公園以德克薩斯州博覽會而聞名。
棉花碗球場曾經作為長期舉辦年度大學美式足球年度碗賽棉花碗的主要場地，這也是這個體育場的名稱來源。自1937年元旦開始，這個體育場舉辦前73屆的比賽，直到2009年1月；而這場比賽在2010年1月被移至位於阿靈頓的AT&T體育場。體育場也會舉辦一場每年舉行的美式足球比賽紅河對抗賽，參賽隊伍是奧克拉荷馬州的奧克拉荷馬大學捷足者和德克薩斯州的德州大學長角牛。此外，這個體育場曾經還舉辦過急救碗。
體育場多年來一直是許多足球隊的主場，包括：南衛理公會大學野馬（NCAA）、達拉斯牛仔（NFL；1960–1971）、達拉斯德克薩斯人（NFL）（1952）、達拉斯德克薩斯人（AFL；1960–1962），以及達拉斯龍捲風（NASL；1967–1968）和FC達拉斯（MLS；1996年–2004年作為達拉斯燃燒隊，2005年後作為FC達拉斯）。它也是1994年國際足總世界杯使用的九個場地之一。截至2022年，它是美國容量最大而沒有專業或大學隊伍作為常規租戶的體育場。
棉花碗球場被稱為「多克建造的房子」（"The House That Doak Built"），這個名稱的由來是因為在1940年代末期，南衛理公會大學的跑衛多克·沃克（Doak Walker）是一位傑出的美式足球運動員，在他的校園生涯中吸引大量觀眾來到這個體育場，也增強了南衛理公會大學的體育文化。

## 歷史
建設於1930年在同一地點的公平公園體育場（Fair Park Stadium）取代了之前的木製足球場。體育場首場比賽是在1930年10月舉行的達拉斯地區高中比賽，體育場的建設成本為328,000美元，並且能容納45,507名觀眾，在1936年，體育場的名稱正式更改為棉花碗（Cotton Bowl）。
1948年，棉花碗的西側增建第二層看台，使得觀眾容量增加到67,000人。這一改建是為了滿足觀眾的需求，因為當時南衛理公會大學的跑衛多克·沃克（Doak Walker）非常受歡迎，吸引大量球迷前來觀看比賽。這使得棉花碗被稱為「多克建造的房子」。1949年，東側也進行了雙層看台建設，觀眾容量進一步增加到75,504人。1968年，體育場安裝椅背座位這使得容量略微減少至72,032人。
1970年鋪設人工草坪並在1993年改用天然草，這為了準備舉辦1994年國際足協世界盃作比賽，同時為了滿足國際足協的要求，體育場被擴寬，新聞發布室也被擴大並重新安裝天然草坪。自那時起場地一直保持為天然草。1994年體育場容量減少至71,615人，1996年進一步減少至68,252人。
在2000年代，奧克拉荷馬大學捷足者和德克薩斯州的德州大學長角牛重新主導美式足球，並且也吸引更多人關注這座體育場。為了應對需求體育場在每個端區搭建臨時看台，將觀眾席的容量從稍微超過68,000人增加到90,000人。
在2006年11月，達拉斯市和德克薩斯州博覽會最終就一項5000萬美元翻新工程達成資金協議，其中3000萬美元來自市政債券。這項翻新計劃的目的是為了改善老化的棉花碗球場，並提升其設施以吸引更多觀眾。隨後在2007年4月，相關學校簽署了一份合同，決定在棉花碗球場比賽至2015年，並且還設立一個5700萬美元的基金，用於進一步的升級和改善。
2008年的翻新包括將體育場的座位容量從68,252擴大到92,100。此外還增設了新的媒體和貴賓設施、新的記分板和屏幕，更新洗手間和小吃區，並進行照明、電力和音響的升級，還更換所有座椅。2009年德克薩斯州對奧克拉荷馬州的美式足球比賽中，創下96,009名觀眾的入座新紀錄。
在2020年1月1日，棉花碗舉辦NHL冬季經典賽（NHL Winter Classic），這場比賽吸引超過85,000名觀眾，參賽隊伍是達拉斯星和納什維爾掠奪者。
在2023年12月6日，宣布「紅河對抗賽」（Red River Rivalry）將繼續在棉花碗舉行直到2036年。這是一項重要的美式足球賽事，通常在德克薩斯大學（University of Texas）和奧克拉荷馬大學（University of Oklahoma）之間進行。此外達拉斯市將對棉花碗進行一項估計為1.4億美元的兩年翻新計劃，這是對體育場的最大單一投資。

## 曾舉辦活動

### 演唱會
1956年10月11日，當時21歲的艾維斯·皮禮士利在棉花碗球場舉行一場演唱會吸引超過27,000名觀眾，創下德克薩斯州戶外音樂會的最大觀眾紀錄。
1978年7月開始連續的夏季大型搖滾音樂會，特別是第一屆年會的Texxas Jam，這場音樂會吸引超過80,000名觀眾。由於人數眾多為了控制人群，未來的棉花碗球場一般入場票的銷售受到限制，因此1978年以後的音樂會參加人數再也未能達到80,000的上限。
Texxas Jam每年都有不同的主要藝術家陣容，包括空中铁匠、红心乐团、深紫、Boston、旅行者合唱團、Ted Nugent、蝎子乐队、Loverboy、廉價把戲、Van Halen、Blue Öyster Cult、Sammy Hagar、Nazareth、冥河合唱團、Foghat、山塔那合唱團、老鹰乐队等，這些都是當時最受歡迎的音樂人。
韓國男子音樂團體防彈少年團原定於2020年5月9日至10日在棉花碗球場舉行《Map of the Soul Tour》全球巡演的一部分，然而由於COVID-19疫情的影響演出最終被取消。

## 外部連結
- 棉花碗 - 達拉斯市 （页面存档备份，存于）